# مكتب البريد المركزي (الدار البيضاء)
مكتب البريد المركزي بالدار البيضاء (بالفرنسية: La Poste Centrale)‏ هو مكتب بريد يقع على شارع الحسن الثاني في الدار البيضاء، المغرب، صممه المهندس المعماري أدريان لافورغ، وشُيِّد من عام 1918 إلى عام 1920 تحت الحماية الفرنسية.

## تاريخ
كان أول مبنى تم الانتهاء منه في ساحة محمد الخامس.

## المبنى
وصف ألبرت لابراد المبنى بأنه "نموذجي من جميع النواحي؛ وإنه واضح وموجز وعملي".

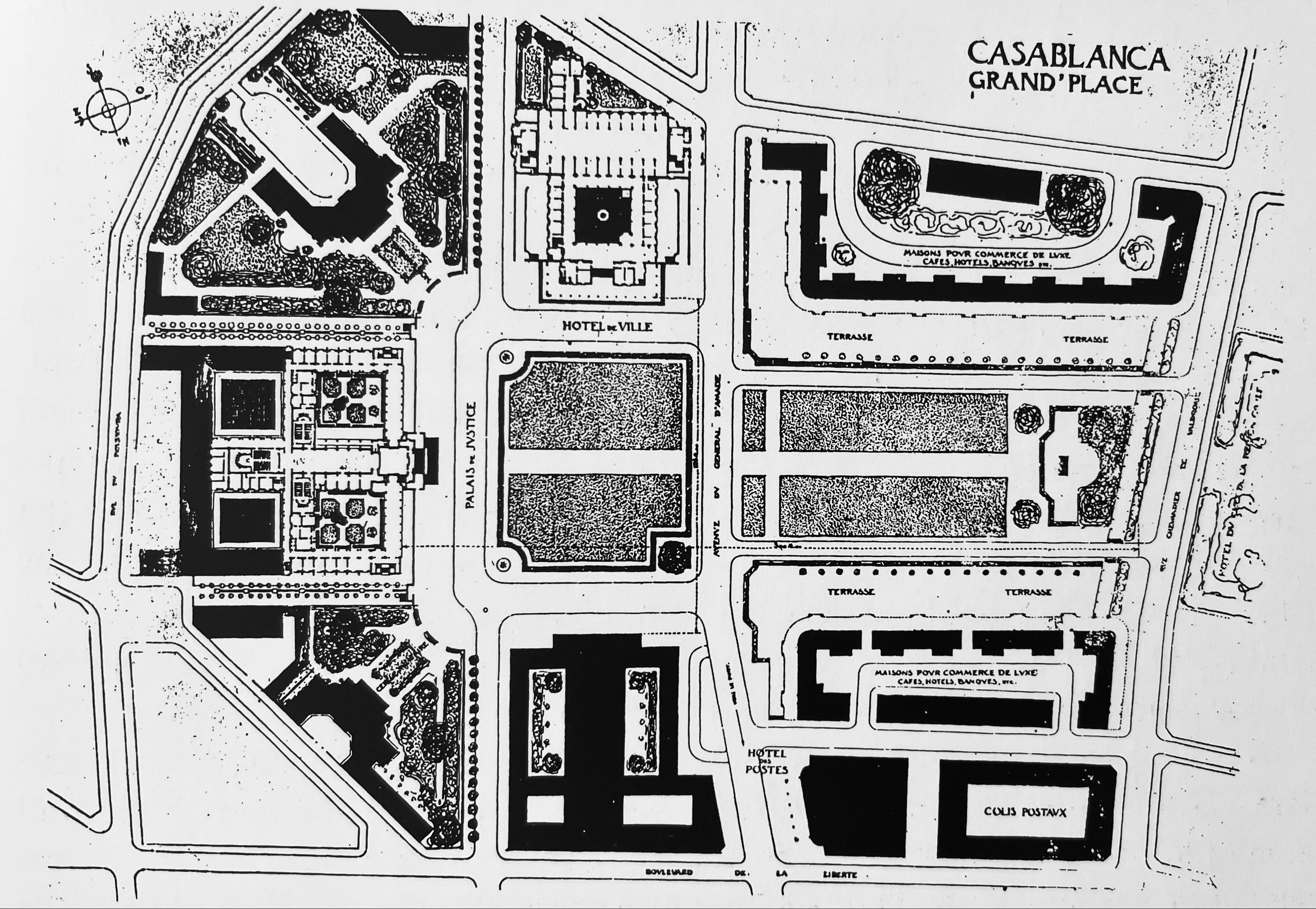
مخطط جوزيف ماراست لعام 1920.
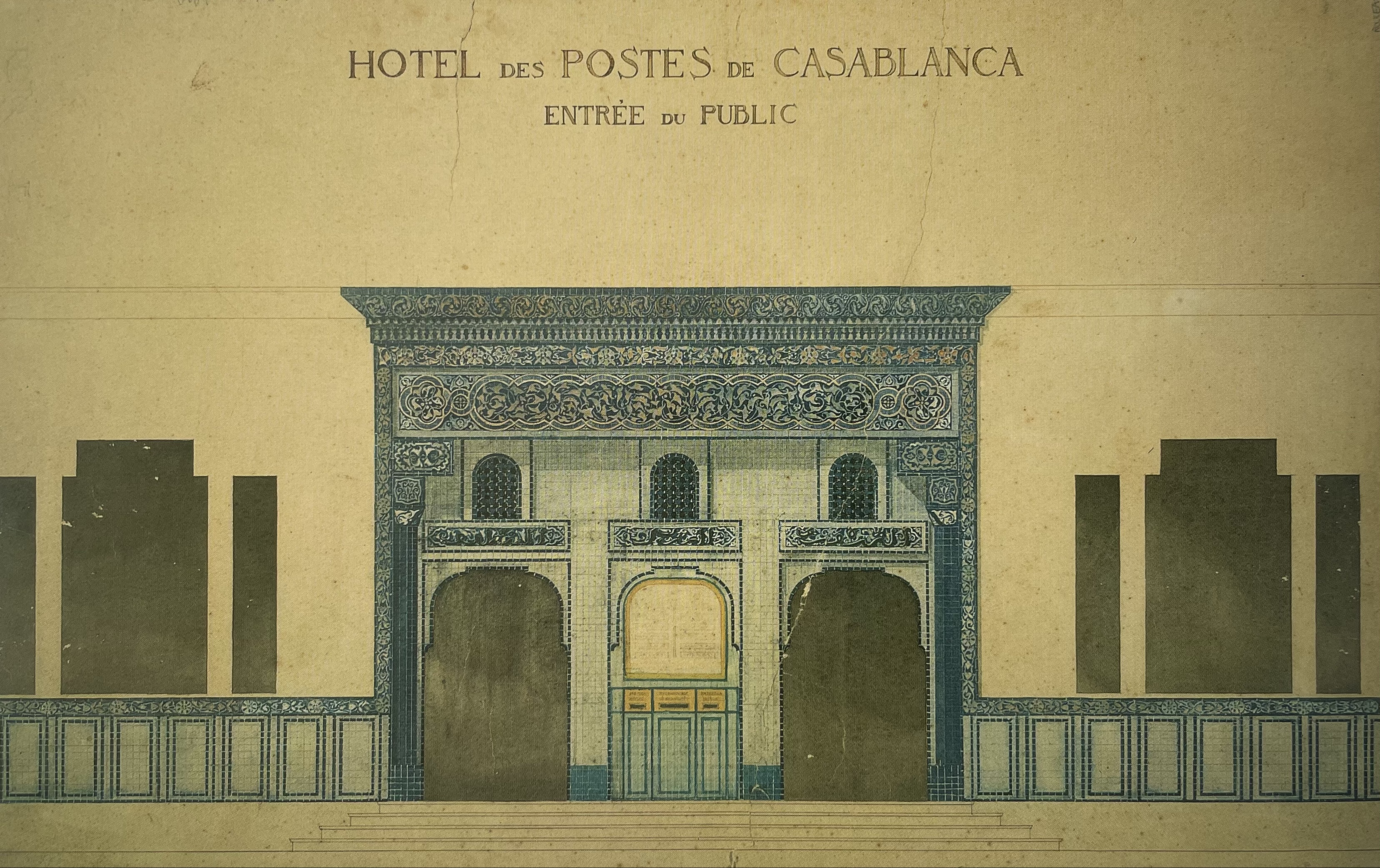
رسم تصميم المدخل العام من قبل المهندس المعماري لافورج
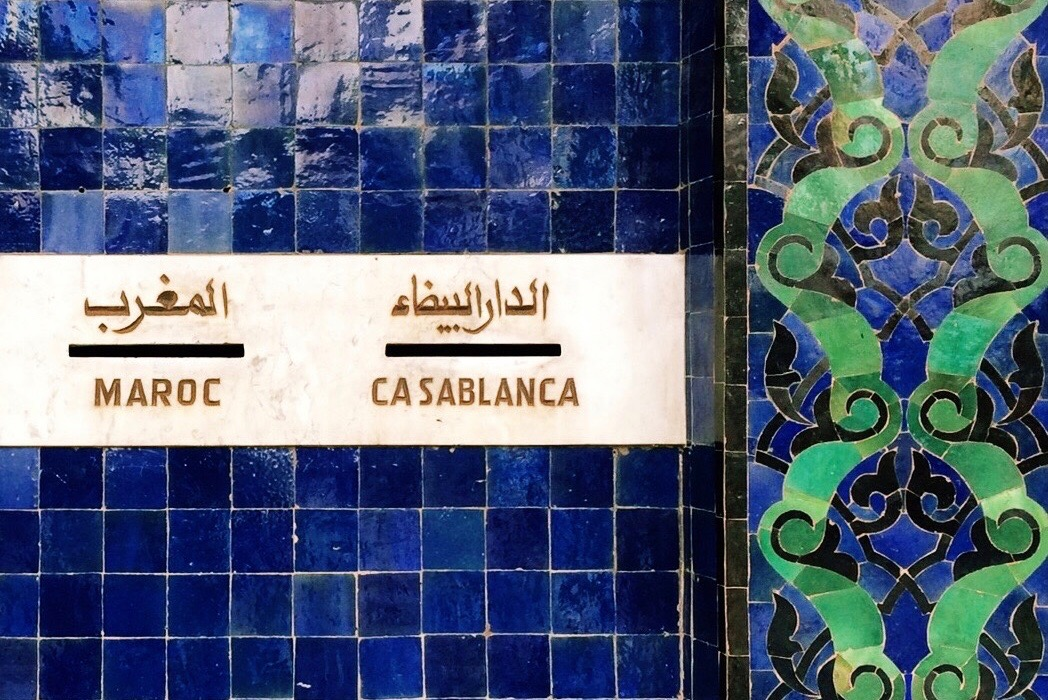
صناديق البريد، الموسومة باللغتين العربية والفرنسية، في واجهة الفسيفساء للمدخل العام